# XIV Universiade invernale
La XIV Universiade invernale (Четиринадесетата зимна универсиада) si è svolta dal 2 al 12 marzo 1989 a Sofia, in Bulgaria.

## Medagliere
Paese ospitante 
| Pos.   | Paese            | Oro | Argento | Bronzo | Totale |
| ------ | ---------------- | --- | ------- | ------ | ------ |
| 1      | Unione Sovietica | 10  | 10      | 10     | 30     |
| 2      | Cecoslovacchia   | 7   | 6       | 2      | 15     |
| 3      | Cina             | 5   | 2       | 6      | 13     |
| 4      | Corea del Sud    | 4   | 3       | 2      | 9      |
| 5      | Jugoslavia       | 3   | 1       | 0      | 4      |
| 6      | Germania Est     | 3   | 0       | 0      | 3      |
| 7      | Italia           | 2   | 3       | 1      | 6      |
| 8      | Giappone         | 2   | 1       | 3      | 6      |
| 9      | Bulgaria         | 1   | 3       | 0      | 4      |
| 10     | Austria          | 1   | 2       | 1      | 4      |
| 11     | Germania Ovest   | 1   | 0       | 3      | 4      |
| 12     | Francia          | 1   | 0       | 0      | 1      |
| 13     | Stati Uniti      | 0   | 5       | 8      | 13     |
| 14     | Polonia          | 0   | 2       | 0      | 2      |
| 15     | Corea del Nord   | 0   | 1       | 1      | 2      |
| 15     | Svizzera         | 0   | 1       | 1      | 2      |
| 17     | Finlandia        | 0   | 0       | 1      | 1      |
| 17     | Svezia           | 0   | 0       | 1      | 1      |
| Totale | Totale           | 40  | 40      | 40     | 120    |